# Syringolaimus gladiatus
Syringolaimus gladiatus is een rondwormensoort uit de familie van de Ironidae. De wetenschappelijke naam van de soort is voor het eerst geldig gepubliceerd in 1993 door Bussau.